# Powellia parvula
Powellia parvula är en bladmossart som beskrevs av T. Koponen och J.C. Norris 1986. Powellia parvula ingår i släktet Powellia och familjen Racopilaceae. Inga underarter finns listade i Catalogue of Life.